# Bajo Canadá
El Bajo Canadá o Canadá Inferior —en inglés: Lower Canada, en francés: Bas-Canada— era una provincia del Imperio británico, creada en 1791 por el Acta Constitucional y formada por la separación geográfica y política del territorio de la provincia de Quebec. El Bajo Canadá existió, en el aspecto legal y político, de 1791 hasta febrero de 1841, fecha de aplicación del Acta de Unión, adoptada el 23 de julio de 1840. Así, el territorio se convierte en la región oriental de la Provincia de Canadá: el Canadá Este, de mayoría francófona.
El territorio del Bajo Canadá comprendía las tierras del sur y del este del actual Quebec y el conjunto de Labrador.

## Instituciones
En virtud del Acta Constitucional de 1791, el Bajo Canadá se colocó bajo la autoridad del gobernador general de la América del Norte británica. Al contrario que el Alto Canadá, en Nuevo Brunswick y en Nueva Escocia, no había designado un teniente gobernador. Un consejo legislativo de quince miembros ayudaba al gobernador, y un consejo ejecutivo servía de Gabinete.
Sin embargo, la mayor novedad fue la creación de la Cámara de Asamblea del Bajo Canadá, compuesta por representantes elegidos por la población. Se trataba de la primera asamblea democrática en lo que más tarde se llamaría Quebec.